# Prvenstvo Hrvatske u hokeju na travi 2013./14.
Prvenstvo Hrvatske u hokeju na travi za sezonu 2013./14. je deseti put zaredom osvojila momčad Mladosti iz Zagreba.

## Prva liga

### Sudionici
- Zelina - Sveti Ivan Zelina
- Concordia - Zagreb
- Jedinstvo - Zagreb
- Marathon - Zagreb
- Mladost - Zagreb
- Mladost II - Zagreb
- Trešnjevka - Zagreb
- Zrinjevac - Zagreb

### Ligaški dio
| mj | klub       | ut | pob | neod | por | gol+ | gol- | bod |             |
| -- | ---------- | -- | --- | ---- | --- | ---- | ---- | --- | ----------- |
| 1. | Mladost    | 14 | 13  | 1    | 0   | 88   | 21   | 40  | doigravanje |
| 2. | Marathon   | 14 | 12  | 0    | 2   | 102  | 29   | 36  | doigravanje |
| 3. | Trešnjevka | 14 | 10  | 1    | 3   | 79   | 32   | 31  | doigravanje |
| 4. | Zrinjevac  | 14 | 9   | 0    | 5   | 58   | 50   | 24  | doigravanje |
| 5. | Jedinstvo  | 14 | 5   | 0    | 9   | 57   | 54   | 15  |             |
| 6. | Zelina     | 14 | 4   | 0    | 10  | 43   | 69   | 12  |             |
| 7. | Concordia  | 14 | 3   | 0    | 11  | 33   | 66   | 9   |             |
| 8. | Mladost II | 14 | 0   | 0    | 14  | 5    | 144  | 0   |             |

### Doigravanje
| klub1         | rezultati     | klub2         |               |
| poluzavršnica | poluzavršnica | poluzavršnica | poluzavršnica |
| ------------- | ------------- | ------------- | ------------- |
| Trešnjevka    | 1:1, 1:4      | Marathon      |               |
| Zrinjevac     | 2:5, 3:6      | Mladost       |               |
|               |               |               |               |
| za 3. mjesto  |               |               |               |
| Trešnjevka    | 6:2           | Zrinjevac     |               |
|               |               |               |               |
| za prvaka     |               |               |               |
| Mladost       | 5:0, 1:3, 2:1 | Marathon      |               |